# Moncé-en-Saosnois
Moncé-en-Saosnois település Franciaországban, Sarthe megyében. Lakosainak száma 234 fő (2022. január 1.). Moncé-en-Saosnois Saint-Vincent-des-Prés, Saint-Pierre-des-Ormes, Avesnes-en-Saosnois, Monhoudou, Nauvay és Saint-Cosme-en-Vairais községekkel határos.

## Népesség
A település népességének változása:
| Lakosok száma | 257  | 257  | 261  | 259  | 259  | 259  | 259  | 246  | 234  |
|               | 2013 | 2015 | 2016 | 2017 | 2018 | 2019 | 2020 | 2021 | 2022 |